# Leuchtturm Strukkamphuk
Der Leuchtturm Strukkamphuk befindet sich auf der Insel Fehmarn direkt westlich neben der Fehmarnsundbrücke. Er ist nur für Fußgänger von der Fehmarnsundbrücke aus oder für Campingplatznutzer vom Campingplatz am Strukkamphuk aus erreichbar. Das Innere des sehr kleinen Leuchtturms lässt sich nicht besichtigen. Zusammen mit dem Leuchtturm Flügge bildet er ein Richtfeuer für die Fahrwasser durch den Fehmarnsund.

## Geschichte
Ein erstes Leuchtfeuer wurde 1872 auf einem drei Meter hohen Holzgerüst errichtet. 1896 folgte ein eisernes Laternenhaus, welches 1935 durch den heutigen Betonturm ersetzt wurde. Dessen Leuchtfeuer war mit einem Flüssiggaslicht bestückt.
1954 erfolgte die Elektrifizierung unter Einsatz einer 40-W-Glühlampe. Seit 2000 dient eine Halogenglühlampe als Lichtquelle, in der Lampenwechseleinrichtung befinden sich zusätzlich fünf Ersatzlampen.

## Bilder

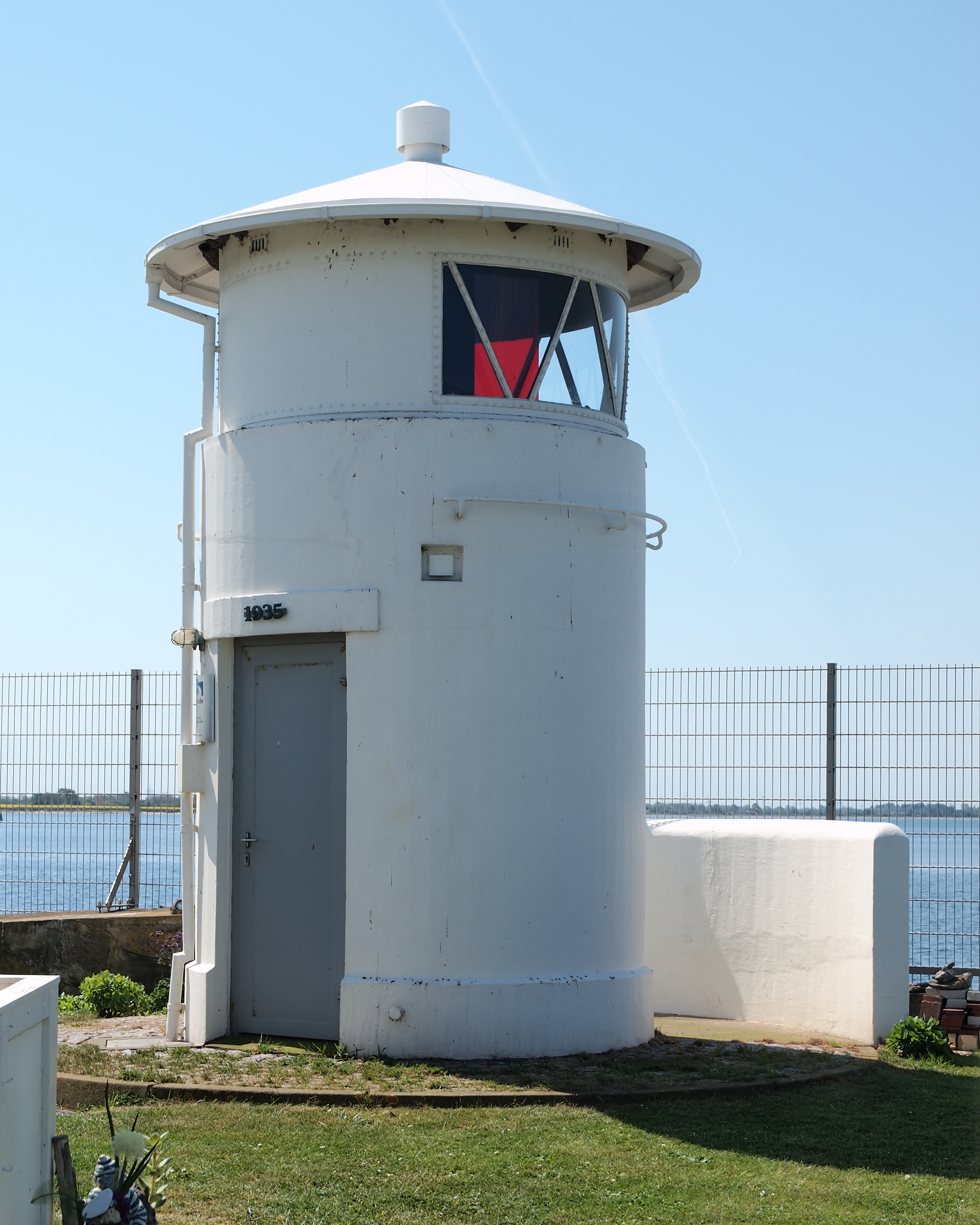
Der Leuchtturm 2012
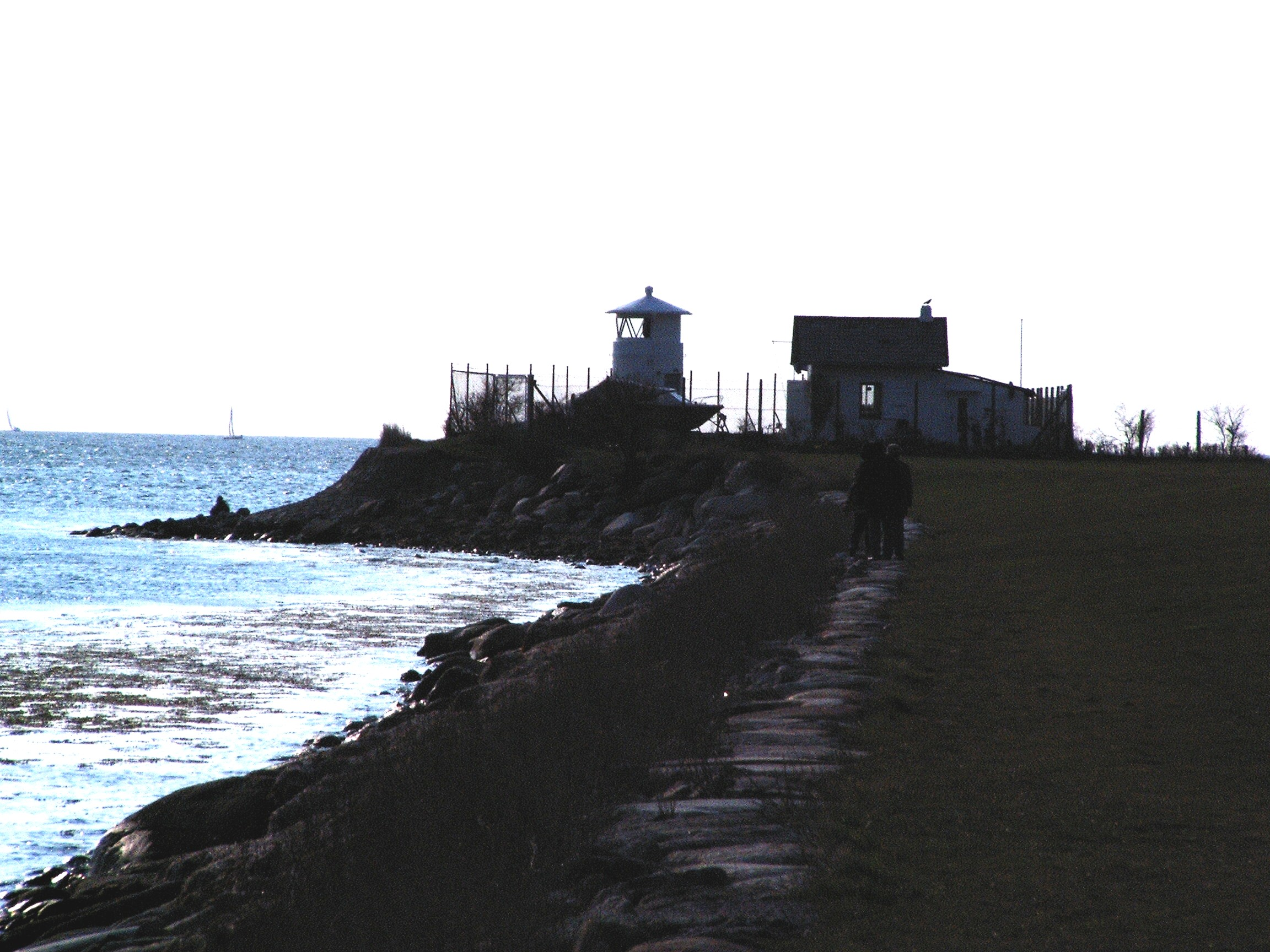
Leuchtturm Strukkamphuk
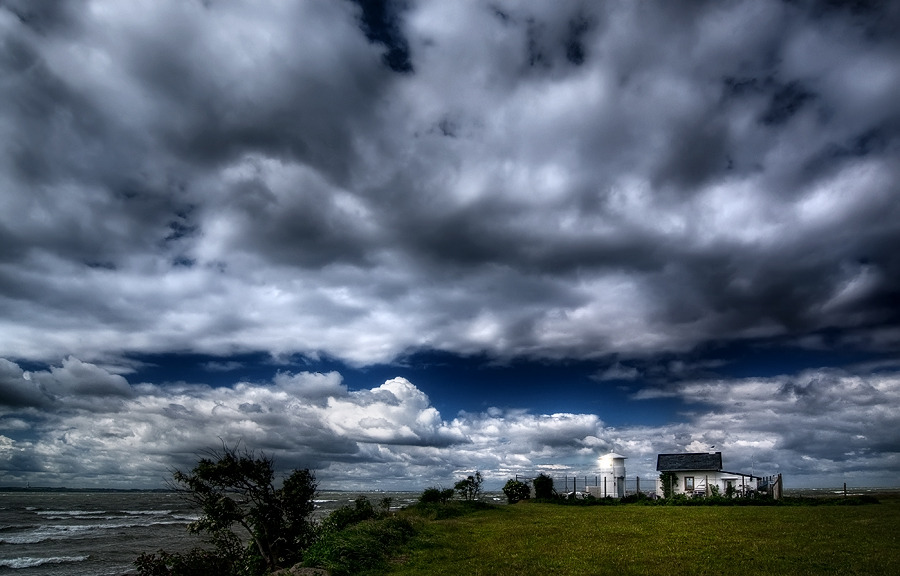
Leuchtfeuer Strukkamphuk
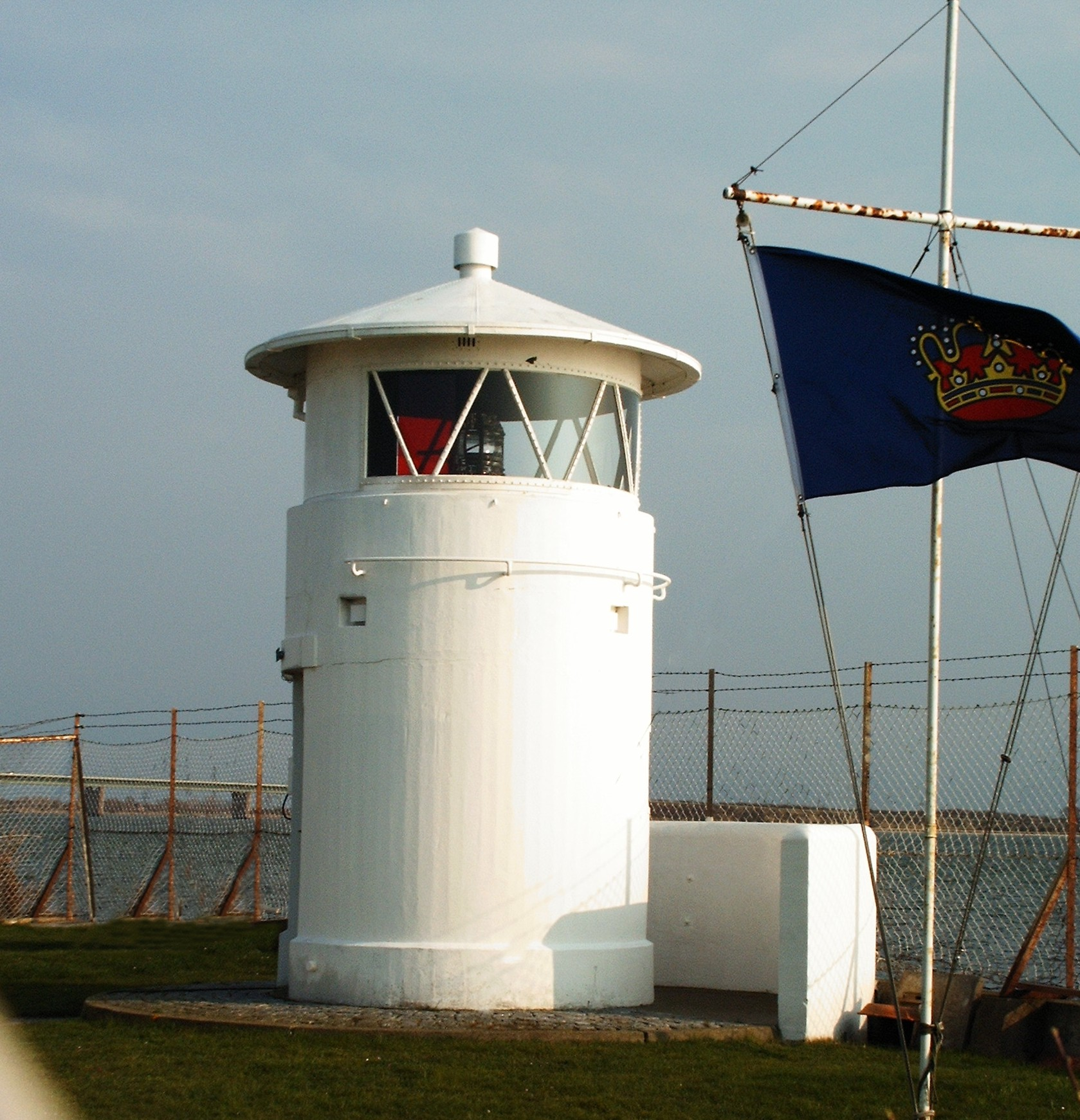
2006
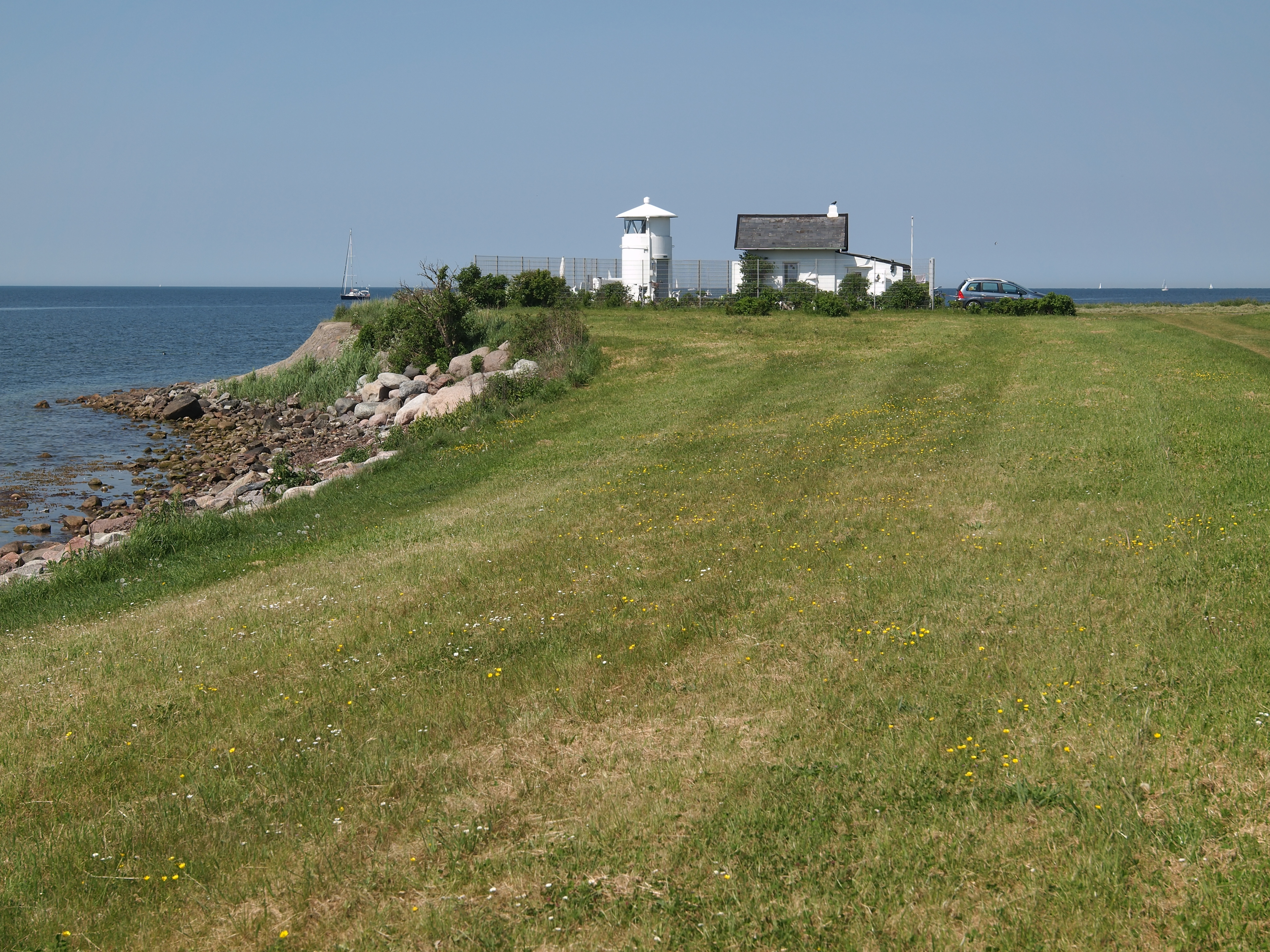
2012